# لانديتي
بلدية لانديتي (بالإسبانية: Landete)‏، هي إحدى بلديات مقاطعة قونكة إحدى مقاطعات إسبانيا، و التي تقع في منطقة قشتالة لا منتشا وسط البلاد, و المائلة لجهة الشرق من إسبانيا.
يبلغ عدد سكانها 1.375 نسمة وفقاً لإحصائية سنة (2007).